# Vall de Almonacid
Vall de Almonacid (La Vall d'Almonesir in valenciano) è un comune spagnolo di 279 abitanti situato nella comunità autonoma Valenciana.